# Ascorhynchus pudicus
Ascorhynchus pudicus är en havsspindelart som beskrevs av Stock, J.H. 1970. Ascorhynchus pudicus ingår i släktet Ascorhynchus och familjen Ammotheidae. Inga underarter finns listade i Catalogue of Life.